# 涅特列比夫卡
48°24′34″N 28°32′46″E / 48.40944°N 28.54611°E
涅特列比夫卡（烏克蘭語：Нетребівка），是烏克蘭的村落，位於該國西南部文尼察州，由圖利欽區負責管轄，始建於1700年，面積25.37平方公里，海拔高度206米，2001年人口906，人口密度每平方公里35.71人。